# Torre de Montanejos
La torre de Montanejos es un monumento histórico ubicado en esta localidad de la comarca del Alto Mijares, en la provincia de Castellón.
está declarada, de manera genérica, Bien de Interés Cultural, con código identificativo: RI-51-0010999 y fecha de anotación ministerial, 18 de marzo de 2003.

## Historia
De origen islámico, se encuentra en medio de la población, frente a la iglesia, integrada dentro de la fachada del antiguo Palacio de los Condes de Vallterra. Se supone que estaba comunicada con el Castillo de la Alquería, situado en una colina cercana y que es de la misma época.
En la actualidad su estadio de conservación es lamentable, pese a formar parte de edificios en uso como viviendas.

## Descripción
Se trata de una torre de planta circular y está construida con piedras provenientes del río y unidas con argamasa. se encuentra totalmente adosada por ambos lados a otros edificios, en concreto está adosada al Palacio de los Condes de Vallterra, del que en parte, forma un todo. Solamente se conservan los muros maestros exteriores, con la parte posterior ataludada, ja que los interiores han sido derruidos. Conserva una esquina con sillares.